# 致所有逝去的聲音 (電影)
是一部2018年美國劇情片，由奧黛麗·威爾斯編劇，電影改編自安吉·托馬斯的《致所有失去的聲音》，由馬蒂·鮑文（Marty Bowen）、威克·戈弗雷、羅伯特·泰特爾和小喬治·蒂爾曼（George Tillman Jr.）製作，由阿曼德拉·斯坦伯格、雷吉娜·霍爾、羅素·霍斯比、K·J·阿帕、莎賓娜·卡本特、朗尼·拉希德·林恩和安東尼·麥凱主演，電影講述一名非裔美國高中生，目擊一起白人警察殺害黑人所發生的事。
該項目於2016年3月23日宣布，選角於2017年8月和 2017年9月進行。主要拍攝於2017年9月12日在佐治亞州的亞特蘭大開始。
電影於2018年9月7日在2018年多倫多國際電影節上首映，並於2018年10月5日由二十世紀影業在美國上映。儘管這部電影全球票房僅3400萬美元，而其預算為2300萬美元，但它獲得了好評，許多人稱讚其表演（尤其是阿曼德拉·斯坦伯格和羅素·霍斯比。）這部電影被提名並贏得了無數讚譽，其中包括斯坦伯格獲得全國有色人種協進會形象獎最佳電影女演員獎，以及獲得評論家選擇電影獎提名。

## 劇情
斯塔爾·卡特（Starr Carter）是一名16歲的非洲裔美國女孩，她住在以黑人為主的花園高地社區，但就讀於一所以白人為主的私立學校威廉姆森學校。
在斯塔爾參加的派對上遇到有人開槍，斯塔爾被她兒時最好的朋友可利歐（Khalil）載回家。在開車回家時，他們被一名警察攔住，因為他們沒有發出變道信號。警察對哈利勒發出命令，可利歐搖下車窗，關掉音樂。可利歐不同意警官的意見，警官指示他下車。
在車外，警察還給可利歐的駕照，並指示他把手放在車頂上，同時警察為了檢查他的身份證，而回到車上。可利歐探入車窗查看斯塔爾的情況，然後伸手穿過司機一側拿起一把髮刷。警察認為可利歐是想揮舞槍，於是開槍打死了可利歐。當斯塔爾到可利歐旁哭泣請警察時，警察意識到他拿著的是梳子，而不是槍。
可利歐被殺成為全國性新聞。斯塔爾作為證人的身份，最初對斯塔爾家人以外的每個人都保密。她的閨蜜瑪雅、海莉和男朋友都不曉得斯塔爾與謀殺案有關，他們都是威廉姆森預科學校的學生。她必須保守這個秘密，但這讓斯塔爾感到相當大的壓力，因為她需要將她在威廉姆森學校的角色和在家裡的角色分開。
在民權律師艾普瑞爾·奧弗拉（April Ofrah）的鼓勵下，斯塔爾同意接受電視採訪和在大陪審團面前作證。在她的採訪中為可利歐的角色辯護時，她的身份被有被隱藏，但一名黑幫老大金，斯塔爾取名為金領主（King Lords）看出來是誰。這個幫派控制了她的鄰居，而且還通過威脅斯塔爾和她的家人，不要說出可利歐跟金的關係，這迫使他們搬進她媽媽的哥哥卡洛斯叔叔的家，他是一名警探。
卡洛斯是斯塔爾的父親形象，當時她的父親马弗里克因為他沒有犯下的罪行而入獄三年。 獲釋後，卡洛斯離開了幫派，成為了斯塔爾和她同父異母的兄弟史門工作，在花園高地的雜貨店老闆。金允許卡洛斯離開，因為他犯罪的虛假供詞使幫派頭目國王免於被關押。金在附近廣為人知，現在與史門的母親和史門同父異母的妹妹肯尼亞住在一起，肯尼亞和斯塔爾為朋友。
在陪審團不起訴該那名警員後，花園高地爆發了和平抗議和騷亂。來反對此決定，斯塔爾越來越不躲藏自己是證人，包括在抗議期間大聲疾呼，和在抗議活動遭到身穿防暴裝備的警察起衝突。她越來越認同花園高地的人，這導致她與斯塔爾的學校朋友，尤其是她的男友克里斯的關係和與閨蜜的關係緊張。斯塔爾和瑪雅最終反對海莉的種族主義言論，而克里斯仍然支持斯塔爾。
在一次的抗議中，斯塔爾和史門被困在卡洛斯的雜貨店裡，被國王和他的幫派投擲了汽油彈。斯塔爾的爸爸卡洛斯即時的感趕到並救了兩人，在救完兩人後，卡洛斯和金發生衝突，斯塔爾的弟弟賽卡尼偷拿爸爸卡洛斯的槍指著金。當警察到達時，看見賽卡尼指著槍，紛紛掏起槍，並呼喊把槍放下。最後斯塔爾化解了局面。社區站出來反對金的所作所為，金最後也入獄，斯塔爾最後承諾要讓可利歐的精神永遠活著，並以「任何必要的方式（by "any means necessary."）」繼續倡導反對警察暴力。

## 角色
- 阿曼德拉·斯坦伯格 飾 斯塔爾·卡特
- 雷吉娜·霍爾 飾 麗莎·卡特，斯塔爾和塞卡尼的母親和卡洛斯的妻子
- 羅素·霍斯比 飾 马弗里克·卡特，斯塔爾塞卡尼和史門的父親，麗莎的丈夫
- 阿爾吉·史密斯（英语：Algee Smith） 飾 可利歐·哈里斯，斯塔爾兒時最好的朋友
- 拉瑪爾·約翰遜 飾 史門·卡特，斯塔爾、塞卡尼、肯尼亞和麗羅同父異母的哥哥
- 伊薩·雷（英语：Issa Rae） 飾 艾普瑞爾
- K·J·阿帕 飾 克里斯·布萊恩特，斯塔爾的男朋友
- 莎賓娜·卡本特
- 朗尼·拉希德·林恩 飾 肯尼亞，麗沙的兄弟，斯塔爾和塞卡尼的叔叔
- 安東尼·麥凱 飾 金，伊莎的丈夫，肯尼亞的父親，麗羅、史門的繼父
- 梅根·勞利斯（Megan Lawless）飾演瑪雅·楊，斯塔爾的同學之一
- TJ萊特（TJ Wright） 飾 塞卡尼·卡特，斯塔爾的弟弟和史門同父異母的兄弟

## 製作
2016年3月23日，宣布阿曼德拉·斯坦伯格將在電影中飾演斯塔爾·卡特，該片改編自安吉·托馬斯的小說《致所有逝去的聲音》。小喬治·蒂爾曼（George Tillman Jr.）將根據奧黛麗·威爾斯（Audrey Wells）的劇本執導，而製片人將是馬蒂·鮑文（Marty Bowen）和威克·戈弗雷。2017年8月1日，羅素·霍斯比和拉瑪爾·約翰遜在電影中分別扮演斯塔爾的父親卡洛斯·卡特和斯塔爾的兄弟史門·卡特。8月3日，雷吉娜·霍爾被添加為斯塔爾的母親麗莎·卡特，8月15日，阿爾吉·史密斯也加入其中，扮演斯塔爾（Starr）兒時最好的朋友可利歐（Khalil）。8月22日，據報導，朗尼·拉希德·林恩被選為斯塔爾的叔叔，一名警察。
2017年8月23日，伊薩·雷參演電影，扮演鼓勵斯塔爾公開發聲的社會活動家艾普瑞爾。8月24日，莎賓娜·卡本特也加入其中，扮演斯塔爾的高中朋友之一海莉。9月12日，安東尼·麥凱和基安·勞利分別出演當地毒販金和斯塔爾的男友克里斯，直到2018年2月5日，宣布基安·勞利被解僱，原因是一段影片顯示勞利使用了具有種族歧視性的誹謗，導致他的角色被重新塑造場景也被重新拍攝。2018年4月3日，宣布K·J·阿帕接替勞利。
主體拍攝於2017年9月12日在喬治亞州亞特蘭大開始。

## 發行
電影於2018年10月5日在美國開始發行，然後在10月19日在全球廣泛發行。
電影上映前一天，編劇奧黛麗·威爾斯因癌症去世，享年58歲。20世紀福斯發表聲明稱：“我們簡直心碎了。奧黛麗的聲音是賦予力量和勇氣的聲音，她的話將一直流傳下去。她賦予生命的堅強、堅定的女角色。在這個困難時期，我們與布萊恩、塔蒂亞娜以及奧黛麗的所有家人和朋友同在。
電影於2019年1月8日以網路下載形式發布，並於 2019年1月22日以DVD/藍光光碟的形式發布。

## 評價
在匯總媒體爛番茄上，根據225條評論，這部電影的支持率為97%，平均評分為8.1/10。該網站的關鍵共識是：「在主角阿曼德拉·斯坦伯格的突破性轉變的引領下，顯現出正真的「你給的仇恨（The Hate U Give）」是什麼意思，證明了青年小說的空間遠不止有魔法和浪漫。」在Metacritic上，這部電影有一個 根據44位評論家，加權平均得分為81分（滿分100分），表明“普遍好評。CinemaScore 調查的觀眾在A+到F的範圍內給這部電影罕見的平均評分為「A+」，而郵政追踪報導電影觀眾給了它是88%的正面評分和74%的「推薦」。
為滾石雜誌撰稿的彼得·特拉弗斯（Peter Travers）給這部電影五顆星中的四顆星，稱其為「出色的改編」，並寫道：「無法過度讚揚阿曼德拉·斯坦伯格的熾熱表演，一場集聚風暴的兇猛和感情隨著每個人的成長而增長。斯坦伯格演出了一個不斷向她提出挑戰的角色的每一個細微差別，沒有什麼人能演出比斯坦伯格保持更中立且具有破壞性的角色。」為福布斯撰稿的斯科特·門德爾森（Scott Mendelson）表示，這部電影值得提名奧斯卡金像獎，因其劇本、斯坦伯格和羅素·霍斯比的表演以及電影本身而成為奧斯卡金像獎入圍名單，斯科特·門德爾森（Scott Mendelson）還表示「屬於最終的最佳影片提名名單。」
然而，偏鋒雜誌的基思·沃森（Keith Watson）給這部電影（四顆星）中的兩顆星，寫道：「鑑於其它相關的主題，這部電影不禁產生了許多原始情感——以及對邁克爾·布朗命案、桑德拉·布蘭德之死和愛默特·提爾的暗示和提醒人們去想起，而催生了這部電影，來反映現實生活中的悲傷……。」這部電影也受到了一些非裔女性美國評論家的批評。

### Box Office
電影在美國和加拿大的總票房為2970萬美元，在其他地區為520萬美元，全球總票房為3490萬美元，而製作預算為2300萬美元。雖然當迪士尼收購福克斯時，好萊塢報導稱這部電影總共損失了福斯3000至4000 萬美元。在限制地區及影廳上映的週末，電影從36家影院獲得了512,035美元的票房收入，每家電影院的平均票房收入為14,233美元，排名第十三。接下來的周末在總共248家影院上映，這部電影賺了180萬美元，排名第九。這部電影在10月19日擴展到2,303家影院時，預計總票房將達到7-900萬美元。它在廣泛發行的第一天就賺了250萬美元，其中包括週四晚上預覽的30萬美元。週末票房收入為750萬美元，票房排名第六。接下來的周末，它下跌了33%至510萬美元，仍然排在第六位。

### 獎項
| 獎                     | 頒獎日                                        | 類別                                   | 得獎者                                                                                     | 備註   | Ref. |
| ---------------------- | --------------------------------------------- | -------------------------------------- | ------------------------------------------------------------------------------------------ | ------ | ---- |
| 非裔美國影評人協會     | 2018年12月18日                                | 十大電影獎                             | 致所有逝去的聲音                                                                           | 第三名 |      |
| 非裔美國影評人協會     | 2018年12月18日                                | 最佳男配角                             | 羅素·霍斯比                                                                                | 獲獎   |      |
| 非裔美國影評人協會     | 2018年12月18日                                | 最佳突破表現獎                         | 阿曼德拉·斯坦伯格                                                                          | 獲獎   |      |
| 女性電影記者聯盟       | 2019年1月10日                                 | 最佳改編劇本                           | 奧黛麗·威爾斯                                                                              | 提名   |      |
| 女性電影記者聯盟       | 2019年1月10日                                 | 最佳女編劇                             | 奧黛麗·威爾斯                                                                              | 提名   |      |
| 黑人娛樂電視大獎       | 2019年6月23日                                 | 最佳電影獎                             | 致所有失去的聲音                                                                           | 提名   |      |
| 黑人捲軸獎             | 2019年2月7日                                  | 最佳女主角                             | 阿曼德拉·斯坦伯格                                                                          | 提名   |      |
| 黑人捲軸獎             | 2019年2月7日                                  | 最佳男配角                             | 羅素·霍斯比                                                                                | 提名   |      |
| 黑人捲軸獎             | 2019年2月7日                                  | 最佳原創或改編歌曲獎                   | 我們不會動（We Won’t Move）歌手：艾麗莎（Arlissa）                                         | 提名   |      |
| 黑人捲軸獎             | 2019年2月7日                                  | 最佳原創配樂                           | 達斯汀·奧哈洛蘭                                                                            | 提名   |      |
| 美國鑄造協會           | 2019年1月31日                                 | 選角傑出成就獎                         | 耶西·拉米雷斯（Yesi Ramirez）、塔拉費爾·德斯坦（Tara Feldstein）傑斯·巴瑞里（Chase Paris） | 提名   |      |
| 評論家選擇電影獎       | 2019年1月13日                                 | 最佳年輕演員                           | 阿曼德拉·斯坦伯格                                                                          | 提名   |      |
| 喬治亞影評人協會       | 2019年1月12日                                 | 喬治亞州電影奧格爾索普卓越獎           | 小喬治·蒂爾曼、奧黛麗·威爾斯                                                               | 提名   |      |
| 音樂監督協會獎         | 2019年2月13日                                 | 預算低於2500萬美元的電影的最佳音樂監督 | 史衫·肯特（Season Kent）                                                                   | 提名   |      |
| 漢普頓國際電影節       | 2018年10月8日                                 | 最佳敘事長片觀眾獎                     | 小喬治·蒂爾曼                                                                              | 獲獎   |      |
| 漢普頓國際電影節       | 2018年10月8日                                 | 突破藝人獎                             | 阿曼德拉·斯坦伯格                                                                          | 獲獎   |      |
| 好萊塢電影獎           | 第22屆好萊塢電影獎（2018年11月4日             | 女演員突破獎                           | 阿曼德拉·斯坦伯格                                                                          | 獲獎   |      |
| 好萊塢媒體音樂獎       | 2018年11月5日                                 | 最佳原創歌曲獎-劇情片                  | 我們不會動（We Won’t Move）歌手：艾麗莎（Arlissa）                                         | 提名   |      |
| 好萊塢影評人協會       | 2018年12月7日                                 | 最佳電影                               | 致所有逝去的聲音                                                                           | 獲獎   |      |
| 好萊塢影評人協會       | 2018年12月7日                                 | 最佳女配角                             | 羅素·霍斯比                                                                                | 獲獎   |      |
| 好萊塢影評人協會       | 2018年12月7日                                 | 23歲或以下的最佳表演和女演員           | 阿曼德拉·斯坦伯格                                                                          | 提名   |      |
| 好萊塢影評人協會       | 2018年12月7日                                 | 最佳突破表現                           | 阿曼德拉·斯坦伯格                                                                          | 獲獎   |      |
| 好萊塢影評人協會       | 2018年12月7日                                 | 最佳改編劇本                           | 奧黛麗·威爾斯                                                                              | 獲獎   |      |
| 米爾谷電影節           | 2018年10月15日                                | 焦點獎                                 | 阿曼德拉·斯坦伯格                                                                          | 獲獎   |      |
| MTV音樂錄影帶大獎      | 2019年6月15日                                 | 最佳電影演員                           | 阿曼德拉·斯坦伯格                                                                          | 提名   |      |
| 有色人種進步協會形象獎 | 第50屆全國有色人種協會形象獎（2019年3月30日） | 有色人種協會形象獎傑出電影獎           | 致所有逝去的聲音                                                                           | 提名   |      |
| 有色人種進步協會形象獎 | 第50屆全國有色人種協會形象獎（2019年3月30日） | 全國有色人種協會形象獎最佳電影女演員   | 阿曼德拉·斯坦伯格                                                                          | 獲獎   |      |
| 有色人種進步協會形象獎 | 第50屆全國有色人種協會形象獎（2019年3月30日） | 全國有色人種協會形象獎最佳電影男配角   | 羅素·霍斯比                                                                                | 提名   |      |
| 有色人種進步協會形象獎 | 第50屆全國有色人種協會形象獎（2019年3月30日） | 全國有色人種協會形象獎最佳電影女配角   | 雷吉娜·霍爾                                                                                | 提名   |      |
| 有色人種進步協會形象獎 | 第50屆全國有色人種協會形象獎（2019年3月30日） | 優秀的合奏演員                         | 《致所有逝去的聲音》的全體演員                                                             | 提名   |      |
| 舊金山影評人協會       | 2018年12月9日                                 | 舊金山灣區影評人協會獎最佳男配角       | 羅素·霍斯比                                                                                | 提名   |      |
| 西雅圖影評人協會       | 2018年西雅圖影評人協會獎（2018年12月17日）    | 最佳配角獎                             | 羅素·霍斯比                                                                                | 提名   |      |
| 聖路易斯影評人協會     | 2018年聖路易斯影評人協會獎（2018年12月16日）  | 最佳配樂                               | 致所有逝去的聲音                                                                           | 提名   |      |
| 青少年票選獎           | 2019年青少年選擇獎（2019年8月11日）           | 最佳戲劇片                             | 致所有逝去的聲音                                                                           | 提名   |      |
| 青少年票選獎           | 2019年青少年選擇獎（2019年8月11日）           | 選擇劇情電影女演員                     | 阿曼德拉·斯坦伯格                                                                          | 提名   |      |
| 華盛頓特區影評人協會   | 2018年華盛頓特區影評人協會獎（2018年12月3日） | 最佳突破演技獎                         | 阿曼德拉·斯坦伯格                                                                          | 提名   |      |
| 女性影評人協會         | 2018年12月11日                                | 最佳女性故事講述者                     | 奧黛麗·威爾斯                                                                              | 獲獎   |      |
| 女性影評人協會         | 2018年12月11日                                | 最佳年輕女演員                         | 阿曼德拉·斯坦伯格                                                                          | 提名   |      |
| 女性影評人協會         | 2018年12月11日                                | 最佳家庭電影                           | 致所有失去的聲音                                                                           | 提名   |      |
| 女性影評人協會         | 2018年12月11日                                | 約瑟芬貝克獎                           | 致所有失去的聲音                                                                           | 提名   |      |

## 備註
1. ↑  奧黛麗的丈夫。
2. ↑  奧黛麗得女兒。

## 另見
- Black Lives Matter
- Blue Lives Matter
- All Lives Matter

## 外部連結
- 互联网电影数据库（IMDb）上《致所有逝去的聲音》的资料（英文）